# Ruth Eweler

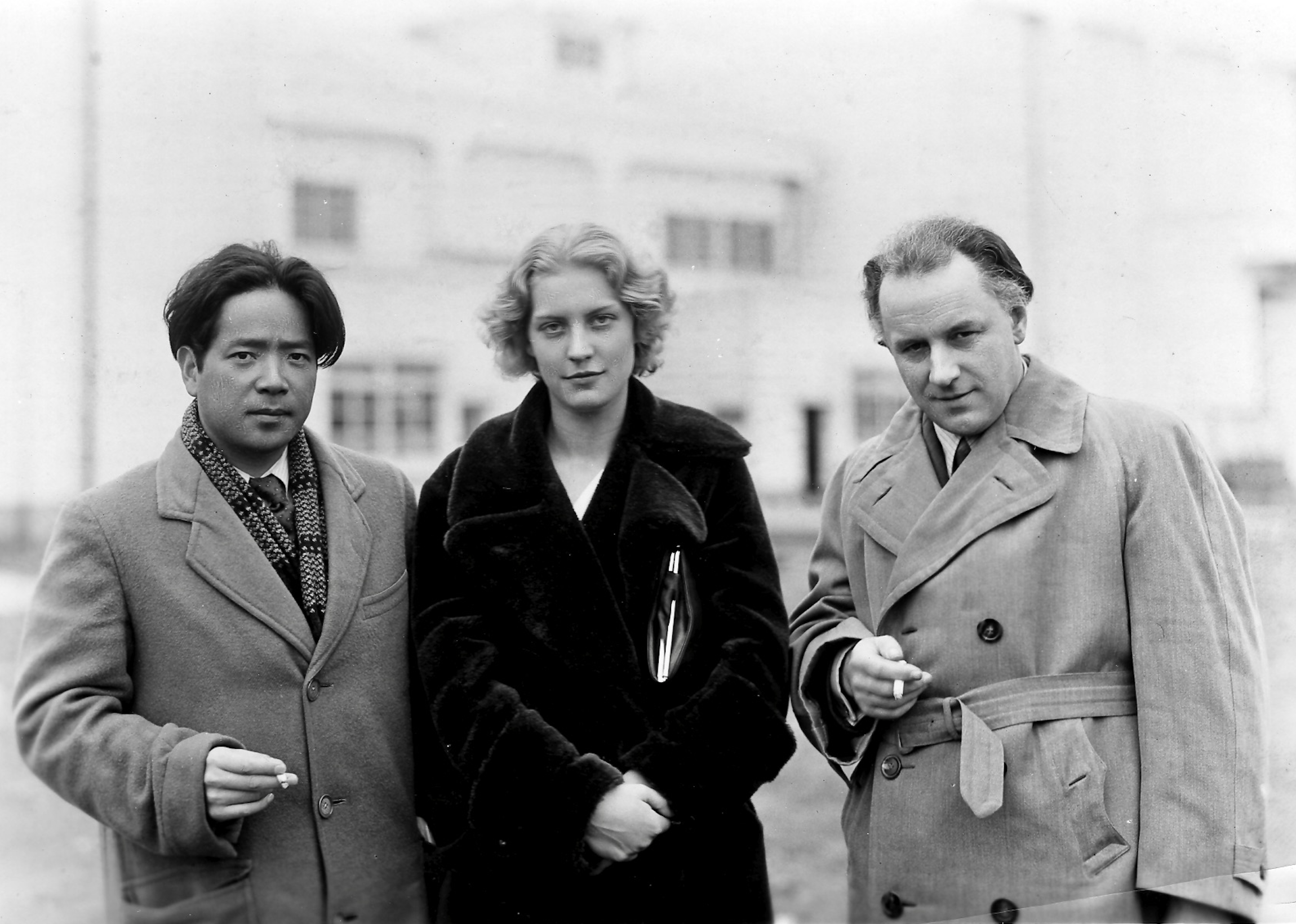
Isamu Kosugi, Ruth Eweler und Filmregisseur Arnold Fanck in Japan, 1936

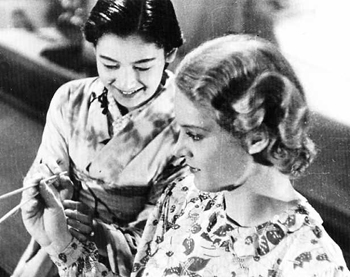
Ruth Eweler (rechts) und Setsuko Hara im Film Die Tochter des Samurai, 1937.

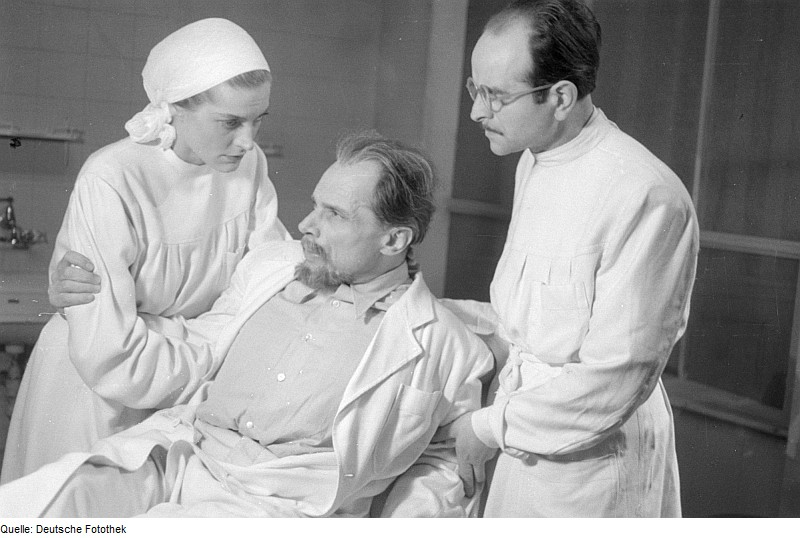
Eweler (links) als Dr. Inge Ruoff mit Walter Franck (Mitte) und Walter Tarrach (rechts) in dem Theaterstück Professor Mamlock am Hebbel-Theater, Berlin 1946

Ruth Eweler (* 19. März 1916 in Plettenberg-Eiringhausen; † 1. Oktober 1947 in Berlin) war eine deutsche Schauspielerin.

## Leben
Ruth Eweler wuchs in Plettenberg mit sechs älteren Geschwistern auf. Um 1932 war sie Deutschlands erste "Miss Blond" bei einem von den Nurblond-Laboratorien Berlin veranstalteten Wettbewerb und wurde daraufhin, zeitgleich mit Anbruch der NS-Herrschaft, vor die Kamera zum Film geholt.
Im Dritten Reich war sie wohlgelitten und gut beschäftigt, zumal ihr älterer Bruder Heinrich Eweler dem Sicherheitsdienst des Reichsführers SS angehörte und zuletzt die Position eines SS-Sturmbannführers bekleidete. Nach dem Ende des Zweiten Weltkriegs trat Ruth Eweler im Film nicht mehr in Erscheinung und spielte in Berlin am Hebbel-Theater. Sie starb 1947 an den Folgen einer Schlafmittelvergiftung.
1938 hatte Eweler in Berlin den 15 Jahre älteren Frauenarzt Ernst Raab geheiratet. 1939 wurde die Tochter Gabi geboren. Das Paar trennte sich während der Haftzeit des Ehemannes, als dieser wegen einer verbotenen Abtreibung ins Gefängnis gekommen war.

## Filmografie
- 1933: Du sollst nicht begehren
- 1933: Wie werde ich energisch (Kurzfilm)
- 1934: Der alte und der junge König
- 1934: Da stimmt was nicht
- 1934: Ich für dich - du für mich
- 1935: Mazurka
- 1935: Die Werft zum grauen Hecht
- 1935: Wenn die Musik nicht wär'
- 1936: August der Starke
- 1936: Die Tochter des Samurai
- 1937: Der Scheidungsgrund
- 1938: Hänschen klein (Kurzfilm)
- 1938: Männer soll man nicht allein lassen (Kurzfilm)
- 1938: Menschen, Tiere, Sensationen
- 1938: Der lose Falter (Kurzfilm)
- 1939: Wir tanzen um die Welt
- 1940: Zwischen Hamburg und Haiti
- 1940/53: Gesprengte Gitter
- 1942: Einmal der liebe Herrgott sein